# Rattlesnake!
Rattlesnake! è il quarto album in studio della band post-hardcore A Static Lullaby.
È stato pubblicato dalla Fearless Records il 9 settembre 2008. L'album è stato prodotto da Steve Evetts, che ha anche prodotto tutti gli album precedenti della band tranne Faso Latido, prodotto da Lou Giordano. È il loro primo album a portare il bollino Parental Advisory. 
La canzone The Pledge porta la voce di Greg Puciato (Dillinger Escape Plan).
La band ha anche ammesso che sarebbe divertente sapere cosa ha pensato Britney Spears dopo aver ascoltato la loro cover di Toxic.

## Tracce
1. Rattlesnake! – 3:34
2. Bear Trap – 3:46
3. The Turn – 3:23
4. Scavenger – 4:44
5. The Prestige – 4:06
6. Aller au Diable – 4:10
7. Morning Would Come – 3:28
8. The Pledge – 3:20
9. Under Water Knife Fight – 3:14
10. Everybody's Got A Lil' Fonz N' Em – 4:08

## Tracce bonus
1. Toxic (Britney Spears cover) - 3:20